# Joe Gatto
Joseph Gatto, zkráceně Joe Gatto (* 5. června 1976 New York, Spojené státy americké) je americký komik, herec a televizní producent. Nejvíce se proslavil účinkováním v pořadu Impractical Jokers.

## Mládí
Narodil se 5. června roku 1976 v New Yorku. Má italské předky. Navštěvoval střední školu Monsignora Farrella. Právě zde se setkal se Salem Vulcanem, Brianem Quinnem a Jamesem Murrayem. Spolu založili skupinu The Tenderloins. Vystudoval vysokou školu LIU Post, na které získal titul v oboru účetnictví. Jeho otci byla v roce 1995 diagnostikována rakovina slinivky břišní na kterou následně zemřel.

## Kariéra

### Začátek kariéry
Po založení improvizační skupiny The Tenderloins v roce 1998 jezdili na turné po celé Americe. Postupem času začali na YouTube vydávat různé skeče a improvizační scénky. V roce 2007 vyhráli soutěž na stanici NBC pro nejlepší skeč.

### Impractical Jokers
Dne 15. prosince 2011 vyšel na stanici TruTV první díl improvizačního pořadu Impractical Jokers. Pořad se setkal s velkým úspěchem.
V roce 2020 vyšel dokonce i film o této show – Impractical Jokers: The Movie.
Dne 31. prosince 2021 oznámil, že z pořadu odchází kvůli osobním důvodům. Byl čerstvě po rozvodu a chtěl více času věnovat dětem. Pár se dal opět dohromady v září roku 2023.
Během živých Impractical Jokers se po odchodu z show několikrát objevil jako host.

### Ostatní projekty
Skupina The Tenderloins měla od dubna 2012 do roku 2013 vlastní podcast.Další podcast má se Stevem Byrnem od března roku 2022. Nazvali ho Two Cool Moms.
V roce 2020 napsal vlastní knížku, jmenovala se The Dogfather: My Love for Dogs, Dessert and Growing Up Italian. Byla o příbězích všech psů, které během svého života měl. V roce 2024 vydal obrázkovou knihu pro děti s názvem Where's Bearry?.

## Osobní život
Se svojí manželkou Bessy mají spolu dvě děti, Milanu a Remingtona.
Obdržel řád Kentucky Colonel.
Je vegetarián.

### Kontroverze
Dne 20. března 2025 zveřejnila jistá žena na TikToku řadu obvinění proti Gattovi. Gatto je popřel, ale uvedl, že v minulosti měl „špatný úsudek“: „Použil jsem špatný úsudek a v důsledku toho jsem porušil důvěru lidí, které mám nejraději. Ale každý, kdo mě alespoň trochu zná, dobře ví, že bych nikoho nenapadl." Dne 26. března zrušil zbytek svého turné a oznámil, že nastoupí do léčebny. Dne 1. května 2025 jeho mluvčí oznámil, že léčbu ukončil a v léčebném centru již není.